# Laringa glaucescens
Laringa glaucescens är en fjärilsart som beskrevs av Nicéville 1895. Laringa glaucescens ingår i släktet Laringa och familjen praktfjärilar. Inga underarter finns listade i Catalogue of Life.